# Old State Capitol (Illinois)
Het Old State Capitol is het huidige als museum dienende vijfde senaatsgebouw in Springfield, Illinois. Het gebouw dateert uit 1839. Abraham Lincoln bezocht het gebouw regelmatig. In 1868 werd het nieuwe en grotere capitool (Illinois State Capitol) in gebruik genomen.
Het is een National Historic Landmark sinds 1966.

## Old State Capitol State Historic Site
Het gebouw en gebied eromheen zijn door de Illinois Historic Preservation Agency aangewezen als state historic site.